# Лыу Дык Хай
Лыу Дык Хай (вьет. Lưu Đức Hải, род. 1950) — вьетнамский шахматист.
Чемпион Вьетнама (Ханой, 1980 г.; турнир проводился впервые).
В 2010-х гг. активно выступал в опен-турнирах и любительских соревнованиях. В 2015 г. стал бронзовым призёром чемпионата Азии среди любителей (турнир проводился в Бандар-Сери-Бегаване).
Является автором нескольких научных работ и преподавателем экологического факультета Вьетнамского национального университета в Ханое.